# NHK電子音楽スタジオ
NHK電子音楽スタジオ (エヌ・エイチ・ケーでんしおんがくスタジオ)は、1954年にはじまり1999年に閉鎖された電子音楽スタジオである。

## 概要
電子音楽スタジオは電子音楽やミュジーク・コンクレート、テープ音楽などの作曲の場として、1951年に西ドイツ放送のケルン電子音楽スタジオで設立以来、フランス放送協会(ORTF)、イタリア放送協会(RAI)、そして日本放送協会(NHK)など放送局を中心に生まれた。
また、ドイツ、フランス、アメリカ、カナダ、スエーデン、オランダ他の大学でも多くの作品が制作された。
国内の作曲家では、諸井誠、黛敏郎、武満徹、湯浅譲二などがスタジオを利用し、また国外の作曲家では電子音楽のパイオニアであるカールハインツ・シュトックハウゼンが、このスタジオで「テレムジーク」を作曲、制作
した。

## 沿革と制作スタイル
1954年に内幸町、NHKホールの見学者用観覧室を転用した場所に仮設のスタジオとして開設され、1964年まで使われていた。
1956年放送会館にNHK電子音楽スタジオは生まれた。作品は様々な作曲家に委嘱され、技術スタッフも作品ごとに集められた。当時、電子音楽は、制作技術的なウエートが非常に重く、チーフエンジニアとして塩谷宏などが活躍した。技術者は、作曲家と共同で芸術的な表現を追究し、様々なアイディアを実現しなければならないが、この面でも作曲家と一緒に音楽論を進めている塩谷の姿から、技術スタッフも音楽について学ぶことの重要性を教えられた。
1968年、渋谷放送センターへの移転に伴い本館の5階に電子音楽スタジオ CC-500 新設。1970年大阪万国博覧会の頃、最盛期を迎えた。
万博で芸術展示作品の委嘱を受けた作曲家が、放送会館と放送センターで並行して電子音楽制作に当たった。
1980年代の初めまで、ここで生まれる電子音楽は依然としてNHK技術者が作品作りを支援し、独自な世界観を作っていた。
NHK電子音楽制作は、作曲家の独創的な発想に基づく固有のもので、作曲家が代れば目指すものはまったく変わる。故に、それ以前の作品の素材は一切使用しない。又、作品制作にあたっては、その都度どの様なことに取り組むのかについて先ず打ち合わせから開始される。
次に、そこから出てきたアイディアによって、まず、見本になる素材音作りに着手し、音の制作の方向性に目処がつけば、作曲家の要望に合うように技術スタッフがプランを考えて素材音をいくつか制作する。それから、使用可能な素材を選択して、必要な素材音の蓄積を図り、部分的な合成などの見本作りを経て、作品の構成に使えるような素材を多数制作する。このようにして制作した多数の素材を用いて、作曲者は構成を考え、作品は制作されていく。ここで生まれた作品は海外から「トー・キョー・サウンド」と呼ばれていた。
1982年上浪渡プロデーサーが退職した頃から作品の発表は激減し、1999年「分解Ⅱ:ゲートの向こうで」を最後に閉鎖された。

## NHK電子音楽スタジオ作品リスト
| No. | 作曲家                             | 作品名                                                     | 発表年月日 | 時 間  | 備考 エンジニア                                 | 収録CD                |
| 1   | スタジオメンバー                   | 実験作品（EXPERIMENTAL MUSIC）                             | 1954       | 3'00"  |                                                 |                       |
| 2   | 黛敏郎                             | 素数の比系列による正弦波の音楽                             | 1955/11/27 | 4'11”  | 塩谷宏 高辻士                                   | 1                     |
| 3   | 黛敏郎                             | 素数の比系列による変調波の音楽                             | 1955/11/27 | 5'52"  | 塩谷宏 高辻士                                   | 1                     |
| 4   | 黛敏郎                             | 鋸歯状波と矩形波のためのインヴェンション                   | 1955/11/27 | 4'07"  | 塩谷宏 高辻士                                   | 1                     |
| 5   | 諸井誠、黛敏郎                     | 七のヴァリエーション                                       | 1956/11/27 | 14'42" | 高辻士, 稲村清, 塩谷宏, 川島元,安藤由典         | 1                     |
| 6   | 黛敏郎                             | 電子的音響による音楽的造形「葵の上」                       | 1957/11/27 | 27'16" | 浅見 森                                         | 8                     |
| 7   | 黛敏郎                             | ミュジーク・コンクレートによる「カンパノロジー」           | 1959/11/29 | 10'35" | 塩谷宏                                          | 6                     |
| 8   | 諸井誠                             | テーマ音楽                                                 | 1956-1957  | 6'00"  | 塩谷宏                                          | 1(改訂版)             |
| 9   | 黛敏郎                             | ステレオフォニック・エレクトロニクス                       | 1960/3/20  | 4'54"  |                                                 |                       |
| 10  | 諸井誠                             | 電子音響による5つの断片「ヴァリエテ」                      | 1962/11/5  | 7'10"  | 高柳裕雄                                        | 1                     |
| 11  | 高橋悠治                           | フォノジェーヌ                                             | 1962/11/5  | 9'28"  | 佐藤茂                                          | 2                     |
| 12  | 一柳慧                             | パラレル・ミュージック                                     | 1962/11/5  | 9'08"  | 佐々木喜七                                      | 8、12                 |
| 13  | 松平頼暁                           | トランジェント '64                                         | 1964/3/15  | 19'54" | 佐藤茂                                          | 2、13                 |
| 14  | 湯浅譲二                           | プロジェクション・エセンプラスティク                       | 1964/3/29  | 7'38"  | 島根義親                                        | 2                     |
| 15  | 三保敬太郎                         | ディヴェルティメント                                       | 1964/7/19  | 8'58"  | 佐々木喜七、友清                                | 4                     |
| 16  | 黛敏郎                             | オリンピック・カンパノロジー                               | 1964/10/10 | 3'25"  | 1964年東京オリンピックの開会式で再生演奏 塩谷宏 | 1(大阪万博・再編集版) |
| 17  | 諸井誠                             | 狂言と電子音による「くさびら」                             | 1964/11/28 | 21'14" | 高柳裕雄                                        |                       |
| 18  | 黛敏郎                             | テープの為の「三つの賛」                                   | 1965/8/8   | 44'35" |                                                 |                       |
| 19  | 一柳慧                             | 空                                                         | 1965/4/4   | 59’50” |                                                 | 12                    |
| 20  | 石井眞木                           | ヴァイオリン、室内アンサンブルとテープのための音楽「波紋」 | 1965/10/30 | 9'48"  | 植田清孝、遠藤俊郎、友清                        |                       |
| 21  | カールハインツ・シュトックハウゼン | テレムジーク                                               | 1966/3/19  | 17'24" | 塩谷宏, 佐藤茂, 本間明                          | 1                     |
| 22  | カールハインツ・シュトックハウゼン | 独奏旋律楽器とフィードバックのための「ソロ」トロンボーン   | 1966/5/1   | 10'46" | 塩谷宏, 佐藤茂, 本間明                          |                       |
| 23  | カールハインツ・シュトックハウゼン | 独奏旋律楽器とフィードバックのための「ソロ」フルート       | 1966/5/1   | 15'24" | 塩谷宏, 佐藤茂, 本間明                          |                       |
| 24  | 湯浅譲二                           | ホワイト・ノイズによる「イコン」                           | 1967/3/22  | 12'45" | 佐藤茂、長野                                    | 2、11                 |
| 25  | 黛敏郎                             | マルチ・ピアノのための「カンパノロジー」                   | 1967/3/22  | 8'08"  | 佐藤茂、狩野                                    | 2                     |
| 26  | 柴田南雄                           | 電子音のためのインプロヴィゼーション                       | 1968/3/22  | 9'43"  | 佐藤茂、遠藤俊郎、原                            | 2                     |
| 27  | 諸井誠                             | 小懺悔                                                     | 1968/3/22  | 13'32" | 佐藤茂、遠藤俊郎                                | 3                     |
| 28  | 石井眞木                           | 饗応                                                       | 1968/11/7  | 13'10" | 遠藤俊郎、友清                                  |                       |
| 29  | 松平頼暁                           | テープのための「アッセンブリッジス」                       | 1969/1/5   | 15'30" | 高柳裕雄                                        | 6、13                 |
| 30  | 一柳慧                             | 東京1969                                                   | 1969/1/5   | 14'45" | 遠藤俊郎、友清                                  | 4、12(Ver.2)          |
| 31  | 石井眞木                           | ７奏者と電子音響のための音楽「螺旋 I」                     | 1969/3/22  | 13'00' | 遠藤俊郎、友清                                  |                       |
| 32  | 黛敏郎                             | 電子音響と声による「まんだら」                             | 1969/3/22  | 10'20" | 佐藤茂、原                                      | 3                     |
| 33  | 湯浅譲二                           | ヴォイセス・カミング                                       | 1969/9/1   | 20'45" | 高橋、小島努、佐藤茂                            | 3、11                 |
| 34  | 柴田南雄                           | ディスプレイ '70-1                                         | 1970/1/15  | 10'05" | 佐藤茂、友清                                    | 3                     |
|     | 柴田南雄                           | ディスプレイ '70-2                                         | 1970/1/15  | 7'10"  | 佐藤茂                                          | 3                     |
| 35  | 三善晃                             | トランジット                                               | 1970/1/15  | ５'30" | 佐藤茂、友清                                    | 4                     |
| 36  | 小杉武久                           | キャッチ・ウェーブ'71                                      | 1971/1/4   | 17'00" | 佐藤茂                                          | 4(旧規格盤のみ）      |
| 37  | 広瀬量平                           | 「フローラ1971」 （植物相1971）                            | 1971/1/4   | 19'30" |                                                 | 6                     |
| 38  | 石井眞木                           | 打楽器独奏と電子音響のための「旋転」                       | 1971/3/1   | 14'00" | 高柳裕雄                                        |                       |
| 39  | 近藤譲                             | ネヴァー・リターン                                         | 1971/9/20  | 12'10" | 小島努                                          | 5                     |
| 40  | 武満徹                             | スタンザ Ⅱ                                                 | 1971/10/28 | ７'00" |                                                 |                       |
| 41  | マリオ・ラビスタ                   | コントラプント                                             | 1972       | 16'14" | 北崎、佐藤茂                                    |                       |
| 42  | 柴田南雄                           | 胡弓、三絃、電気音響装置のための「閏月棹歌」               | 1972/2/28  | 12'58" | 佐藤茂                                          | 4                     |
| 43  | マイケル・ランタ                   | 化学変化                                                   | 1972/3/20  | 17'32" | 佐藤茂、小島努                                  | 4                     |
| 44  | フランク・ベッカー                 | インカージョン                                             | 1972/8/1   | ７'50" | 小島努                                          | 9                     |
| 45  | 水野修孝                           | 怒りの日                                                   | 1972/8/20  | 34'30" |                                                 |                       |
| 46  | 高橋悠治                           | 辿り                                                       | 1972/11/2  | 19'55" |                                                 |                       |
| 47  | 武田明倫                           | パノラミック・ソノール                                     | 1974/10/6  | 14'30" | 佐藤茂、小島努                                  | 4                     |
| 48  | 篠原眞                             | ブロード・キャスティング                                   | 1974/10/13 | 19'29" | 佐藤茂、原                                      | 3                     |
| 49  | 石井眞木                           | ハープとテープのための「アニメ・アマーレ」                 | 1974/10/20 | 19'55" | 高柳裕雄                                        |                       |
| 50  | 岡坂慶紀                           | 津軽三味線と打楽器による「凍音」                           | 1974/10/31 | 12'08" |                                                 |                       |
| 51  | マイケル・ランタ                   | 月蝕                                                       | 1974/11/3  | 25'30" | 佐藤茂、小島努                                  | 9                     |
| 52  | 志田笙子                           | 深紅の怠惰                                                 | 1974       | 12'55" | 小島努                                          | 7                     |
| 53  | 一柳慧                             | ザ・ワールド                                               | 1975/10/5  | 24'35" | 佐藤茂                                          | 12                    |
| 54  | 湯浅譲二                           | マイ・ブルー・スカイ                                       | 1976/6/20  | 15'38" | 小島努                                          | 5、11                 |
| 55  | 岡坂慶紀                           | 雲のむこうに                                               | 1976/11/3  | 11'45" |                                                 | 5                     |
| 56  | 近藤譲                             | リヴァラン                                                 | 1977/10/9  | 10'23" |                                                 | 10                    |
| 57  | 佐藤聰明                           | エメラルド・タブレット                                     | 1978/6/10  | 13'53" |                                                 | 14                    |
| 58  | 坪能克裕                           | 鎮魂歌                                                     | 1978/9/3   | 13'34" | 小島努                                          | 5                     |
| 59  | 甲斐説宗                           | テープのための音楽 '78                                     | 1978/9/17  | 7'42"  | 小島努                                          | 5                     |
| 60  | J・C・エロア                       | 楽の道                                                     | 1978/9/30  | 6h5’4” | 小島努、大石満                                  | 9(部分収録)           |
| 61  | 吉崎清富                           | 電子音楽のためのグリーンスペースの宮                       | 1979/7/8   | 25'41" | 小島努、大石満                                  | 7                     |
| 62  | 松本日之春                         | 空の時間                                                   | 1979/9/16  | 31'37" |                                                 |                       |
| 63  | 松平頼暁                           | カインの犠牲者たちのために                                 | 1980/10/31 | 13'00" |                                                 |                       |
| 64  | 助川敏弥                           | 風のうた                                                   | 1980/11/9  | 21'05" |                                                 | 10                    |
| 65  | 西村朗                             | オード フォー エクスタス                                   | 1981/8/30  | 21'10" |                                                 |                       |
| 66  | 北爪道夫                           | 水の輪廻                                                   | 1982/12/5  | 18'52" |                                                 | 7                     |
| 67  | 佐藤聡明                           | マンダラ                                                   | 1982/12/15 | 46'16" |                                                 | 14                    |
| 68  | 佐藤聡明                           | 羅鑾幻聲 RARANGENJO                                        | 1983/1/29  | 20'12" |                                                 | 14                    |
| 69  | 坪能克裕                           | コスモス ２００                                            | 1984/9/28  | 20'26" | 鈴木浩一                                        | 10                    |
| 70  | 吉松隆                             | マーマレード回路                                           | 1984/5/20  | 16'32" | 鈴木浩一、大石満                                | 10                    |
| 71  | 下山一二三                         | 風紋 Ⅳa                                                    | 1986/1/1   | 15'37" |                                                 | 5                     |
| 72  | 佐藤聡明                           | マントラ                                                   | 1986/5/17  | 22'52" |                                                 |                       |
| 73  | 菅野由弘                           | 時の鏡Ⅰー風の地平                                          | 1986/9/13  | 28'57" |                                                 |                       |
| 74  | 近藤譲                             | 東京湾                                                     | 1987/5/19  | 6'24"  | 鈴木浩一、大石満                                | 10                    |
| 75  | 遠藤雅夫                           | 風の微粒子                                                 | 1987/7/11  | 18'40" |                                                 |                       |
| 76  | 下山一二三                         | 一期の月影                                                 | 1989/9/2   | 13’30” |                                                 |                       |
| 77  | 助川敏弥                           | みどりなすはこべはもえず                                   | 1989/9/2   | 21’00" |                                                 |                       |
| 78  | 助川敏弥                           | 現代の音楽テーマ                                           | 1989       | 4’06”  |                                                 |                       |
| 79  | 後藤英                             | CATALYSITICA                                               | 1990/9/1   | 16’00" |                                                 |                       |
| 80  | 中川俊郎                           | 音響詩 トレンドへの愛 エル・グレコ                         | 1990/9/1   | 34'00" | 台本：木村嘉長・まえだ純                        |                       |
| 81  | 田中利光                           | 地獄絵図                                                   | 1992       | 30'00" |                                                 |                       |
| 82  | 山内雅弘                           | 風たちの軌跡                                               | 1992/7/5   | 19'35" |                                                 |                       |
| 83  | 丹波明                             | 超現実の森                                                 | 1993/12/5  | 26’00  |                                                 |                       |
| 84  | 尾藤弥生                           | 宇宙と地球の幸せを願って                                   | 1993       | 25’00” |                                                 |                       |
| 85  | 平石博一                           | 回転する時間（とき）                                       | 1993/3/14  | 31’00” | 友清、本部                                      |                       |
| 86  | 遠藤雅夫                           | ひずむ翡翠の光の裂け目に                                   | 1994/6/19  | 14'20" |                                                 |                       |
| 87  | 下山一二三                         | 谿響                                                       | 1994/6/19  | 16'05" |                                                 |                       |
| 88  | 南聡                               | 危ないあなたのトランソニック                               | 1995/7/23  | 20'00" |                                                 |                       |
| 89  | 金子仁美                           | 分解Ⅰ:導入                                                 | 1998       | 3’00”  |                                                 |                       |
| 90  | 金子仁美                           | 分解Ⅱ:ゲートの向こうで                                     | 1999       | 6’00”  |                                                 |                       |

### ドラマ・音楽詩劇
| No. | 作曲家          | 作品名                                    | 作曲年     | 演奏時間 | 備考                                            | 収録CD |
| 1   | 諸井誠          | ピタゴラスの星                            | 1959/11/22 | 26’50”   | 塩谷宏,二階堂誠也, 高柳裕雄                     | 1      |
| 2   | 三善晃          | 音楽詩劇「オンディーヌ」                  | 1959/11/28 | 44’10”   | 浅見 昭和34年度（第14回）文部省芸術祭賞受賞作品 |        |
| 3   | 諸井誠          | ラジオドラマ「赤い繭」                    | 1960/10/27 | 28’00”   |                                                 |        |
| 4   | 諸井誠          | 長い長い道に沿って                        | 1961/7/30  | 40’00”   | 塩谷宏                                          |        |
| 5   | NHK技術スタッフ | 音楽詩劇「日本の冬」第1部「水仙月の四日」 | 1965/1/3   | 30’00”   | 塩谷宏、スタジオメンバー                        |        |
| 6   | 諸井誠          | 音楽詩劇「御者パエトーン」                | 1965/7/26  | 46’00”   | 西畑作太郎                                      |        |
| 7   | 諸井誠          | わが出雲                                  | 1970/10/29 | 50’00”   | 高柳裕雄                                        |        |
| 8   | 武満徹          | イン・モーション                          | 1972/8/27  | 16’00”   |                                                 |        |
| 9   | 石井眞木        | 玄ー墨の造化ー                            | 1973/8/26  | 33’00”   | 佐藤茂                                          |        |

### その他の作品(NHK電子音楽スタジオ以外・大阪＆福岡局等）
| No. | 作曲家   | 作品名                                   | 作曲年     | 演奏時間 | 備考   | 収録CD |
| 1   | 柴田南雄 | 立体放送のためのミュジック・コンクレート | 1955/11/27 | 20’00”   |        | 6      |
| 2   | 武満徹   | 空、馬そして死                           | 1957/12/1  | 3’30”    | 浅見   | 6      |
| 3   | 松下真一 | 黒い僧院                                 | 1959/11/14 | 20’56”   | 大阪局 | 8      |
| 4   | 今史郎   | 十二人の奏者と電子音のための音楽         | 1964/10/5  | 10’26”   | 福岡局 | 8      |
| 5   | 一柳慧   | Music for living space                   | 1970/3/14  | 14’45”   | 万博   | 12     |

※発表年月日は、初演=初オンエアー日を示す（年号だけの作品は放送がなかったもの）。

## 復刻CD『音の始源（はじまり）を求めて』シリーズ
1993年よりスタートした、NHK電子音楽スタジオ作品を収録した復刻CDシリーズ。大阪芸術大学音楽工学OB有志の会の企画、発売元はすべてSound3。
- 『音の始源を求めて 1 塩谷宏の仕事』OUOADM 9301／1993年、再発盤（OUOADM 0101／2001年）、2021改訂版（OUOADM 202101／2021年）
- 『音の始源を求めて 2 佐藤茂の仕事＜内幸町の頃＞』 OUOADM 0401／2004年
- 『音の始源を求めて 3 佐藤茂の仕事＜放送センター移転と大阪万博の頃＞』OUOADM 0501／2005年
- 『音の始源を求めて 4 佐藤茂の仕事＜制作の多様化とコンピュータ・ミュージック＞』OUOADM 0502／2005年、再発盤（OUOADM 0601／2006年）、再再発盤（OUOADM 202303／2023年）
- 『音の始源を求めて 5 小島努の仕事Ⅰ＜万博以後の電子音楽＞』OUOADM 0701／2007年、再発盤（OUOADM 202304／2023年）
- 『音の始源を求めて 6 西畑、塩谷、高柳の仕事』OUOADM 0702／2007年
- 『音の始源を求めて 7 小島努の仕事Ⅱ』OUOADM 0801／2009年
- 『音の始源を求めて 8 稲村・徳尾野・佐々木・大津の仕事＜具体音と電子音の融合に伴うNHK電子音楽室のフレキシブルな制作形態の確立＞』OUOADM 0901／2009年
- 『音の始源を求めて 9 小島努の仕事 3 Foreigners pieces Collection』OUOADM 202301／2023年
- 『音の始源を求めて 10 大石満 鈴木浩一の仕事 NEW WAVE』OUOADM 202302／2023年
- 『音の始源を求めて 11 湯浅譲二 未聴の電子音楽』OUOADM 202305／2023年
- 『音の始源を求めて 12 一柳慧 The World Environmental Music』OUOADM 202306／2023年
- 『音の始源を求めて 13 松平頼曉 ZENEI（前衛） ELECTRONICMUSIC EDITION』OUOADM 202405／2024年